# Convent de Sant Rafael (la Selva del Camp)
El convent de Sant Rafael és un monument protegit com a bé cultural d'interès local del municipi de la Selva del Camp (Baix Camp).

## Descripció
Es tracta d'un convent amb església d'una sola nau amb capelles laterals, d'un cert interès. És una obra de paredat. A la nau hi ha volta de canó amb llunetes, cúpula damunt petxines al creuer i volta bufada a la capella major; té un pòrtic davanter. Damunt de l'arc del pòrtic s'hi troben un escut carmelità i una fornícula decorada amb un grup escultòric format per Tobies i l'Àngel, amb frontó corb entretallat. En general és un conjunt renaixentista. Situat vora el portal de sant Antoni, està força ben conservat.

## Història
Va ser fundat amb la deixa testamentària de Rafael Ripollès (1575 - 1635). Regentat pels carmelites descalços, les obres van començar el febrer de 1636 en mig d'una gran nevada. L'obra es va fer ràpidament, i el 1646 s'habitaven totes les dependències. L'església però no va començar fins al 1658. El 1667 es va iniciar la vida conventual regular. Els carmelites van ser al convent fins al 1835. A la sessió de la corporació municipal celebrada el dia 11 d'abril de 1836 s'acordà demanar al govern de Madrid la cessió a la vila del convent de Sant Rafel, que havien habitat els Carmelites Descalços. La casa de la vila tractava d'instal·lar-hi les escoles i l'hospital que regentaven les Germanes Paüles a Santa Llúcia, on es debatien per la manca de lloc. Hi va haver oposició per part dels ciutadans, però finalment s'hi va instal·lar l'escola i un hospital de pobres. Cap al 1856 funcionaven les escoles de nenes a càrrec de les monges paüles que atenien unes 270 alumnes. L'hospital va compartir espai i va existir fins al 1939. Entre el 1937 i inicis del 1939 va acollir l'hospital de Reus que es va instal·lar allí per tal d'evitar els bombardejos que queien sobre la ciutat.
Actualment és el col·legi CEIP Sant Rafael.